# Портрет мадам Енгр
«Портрет мадам Енгр» (фр. Portrait de Madame Ingres née Ramel) — робота періоду пізньої творчості французького художника-неокласика Жана-Огюста-Домініка Енгра, завершена 1859 року. На картині зображено другу дружину художника — Дельфін Рамель (фр. Delphine Ramel), з якою він одружився 1852 року, після смерті першої дружини в 1849 році. Це останній портрет, намальований Енгром, не враховуючи його двох автопортретів. Дельфіні була дочкою Домініка Рамеля (1777—1860) і племінницею Шарля Маркотта д'Аржантея (фр. Charles Marcotte d'Argenteuil).

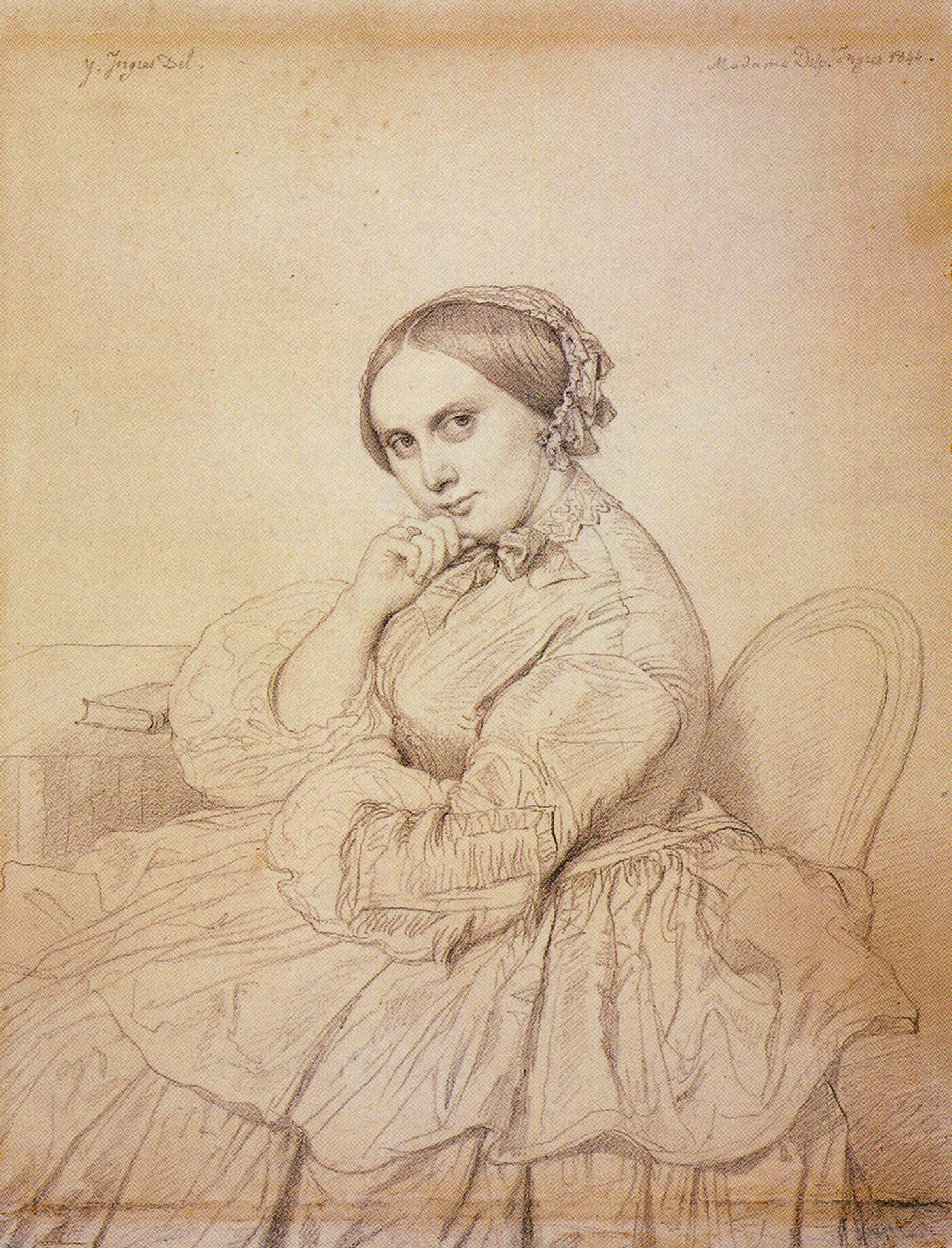
Портрет Дельфін Рамель, 1855 (Художній музей Фогга, Бостон)

Вона представлена як тепла і приваблива, позбавлена претензійності вищого класу, що характерна для більшості жіночих портретів цього періоду творчості майстра. Енгр зобразив її в тій же позі, що й на малюнку 1855 року. Малюнок зберігається в Художньому музеї Фогга.
Можливо, що цей портрет Дельфіні задумувався як супутній до автопортрета Енгра, який він завершив того ж року. Останній зберігається в Художньому музеї Фогга, Бостон.